# جنگ الجزایر
جنگ الجزایر یا انقلاب الجزایر به خیزش عظیم و مسلحانه مردم الجزایر علیه استعمارگران فرانسوی می‌گویند که میان سالهای ۱۹۵۴ تا ۱۹۶۲ میلادی به وقوع پیوست؛ و به استعمار ۱۵۰ ساله این کشور توسط فرانسه پایان داد و به استقلال الجزایر انجامید. از دیگر اثرهای این جنگ سرنگونی جمهوری چهارم فرانسه و پایه‌ریزی جمهوری پنجم به ریاست شارل دوگل بود.
از مشخصه‌های این جنگ همچنین استفاده از شکنجه در هر دو طرف درگیر بود. اگرچه ارتش فرانسه در جنگ به پیروزی رسید ولی اوضاع به شکلی پیش رفته بود که دیگر جلو استقلال الجزایر را نمی‌شد گرفت. رخدادهای این جنگ آسیب‌هایی را بر هر دو کشور برجای گذاشت. سایه‌های خشونت‌های دو سوی درگیری هم هنوز بر روابط فرانسه و الجزایر باقی‌است. اما مردم دو طرف کم‌کم خصومت‌ها را کنار گذاشته و دو دولت را تشویق به صلح می‌کنند.
انقلاب الجزایر در کنار انقلاب روسیه، انقلاب کمونیستی چین و انقلاب  ایران یکی از بزرگ‌ترین و مهیب‌ترین انقلاب های قرن بیستم شناخته می‌شود.
بعنوان مثال انقلاب تونس و انقلاب مصر (۲۰۱۱) از انقلاب الجزایر الهام گرفته شده است.

## برای آگاهی بیشتر
- وقایع‌نگاری‌های الجزایر، آلبر کامو، ترجمهٔ هانیه رجبی. تهران: نشر چشمه، ۱۳۹۸